# Iwan Kutuzow
Iwan Iwanowicz Kutuzow (ros. Иван Ива́нович Куту́зов, ur. 16 maja?/28 maja 1885 we wsi Nowosiołki w guberni smoleńskiej, zm. 16 sierpnia 1937) – radziecki polityk, członek KC RKP(b) (1921-1922).
W 1906 wstąpił do SDPRR, a w 1917 do SDPRR(b). W 1917 przewodniczący Moskiewskiego Związku Włókniarzy, w latach 1918-1926 przewodniczący KC Związku Włókniarzy, członek Prezydium Wszechzwiązkowej Centralnej Rady Związków Zawodowych, od 16 marca 1921 do 27 marca 1922 członek KC RKP(b), od 28 maja 1921 do 27 marca 1922 zastępca członka Biura Organizacyjnego KC WKP(b), w latach 1927-1937 w Prezydium Centralnego Komitetu Wykonawczego (CIK) ZSRR.
24 czerwca 1937 aresztowany, następnie skazany na śmierć i rozstrzelany.